# (4771) Hayashi
Pour les articles homonymes, voir Hayashi.
(4771) Hayashi (désignation provisoire : 1989 RM2) est un astéroïde de la ceinture principale découvert le 7 septembre 1989 par les astronomes japonais Masayuki Yanai et Kazurō Watanabe à l'observatoire de Kitami.
Il tire son nom de Kousuke Hayashi, scientifique japonais ayant travaillé au Musée de l'astronomie de la jeunesse de Sapporo ainsi qu'à l'observatoire astronomique de cette même ville pendant plus de vingt ans. Il est, en outre, l'inventeur d'un observatoire mobile.